# 세일리시어족
세일리시어족(영어: Salishan languages)은 북아메리카의 태평양 연안 북서부에 분포하는 언어들이 이루는 어족이다. (이 지역은 캐나다의 브리티시컬럼비아주와 미국의 워싱턴주, 오리건주, 아이다호주, 몬태나주에 해당한다.) 교착성과 성절성 자음이 특징적이다. 예를 들어 “그는 풀산딸나무를 가지고 있었었다”를 뜻하는 누할크어 단어 ‘clhp’xwlhtlhplhhskwts’(발음: [xɬpʼχʷɬtʰɬpʰɬːskʷʰt͡sʼ])는 음성적·음소적 모음이 없이 연속되는 13개의 장애음으로만 되어 있다. 브리티시컬럼비아 중부 해안의 누할크어와 오리건 중부 해안의 사어인 틸라묵어를 제외하면 세일리시어족의 분포 영역은 지리적으로 연속되어 있다.
모든 세일리시어족 언어는 심각한 소멸 위기에 처해 있으며 몇몇은 화자가 서너 명밖에 남지 않았을 정도이다. 21세기 초반 현재, 화자가 2,000명이 넘는 세일리시 언어는 거의 없다. 대부분의 세일리시 언어의 경우, 세일리시 언어를 날마다 말하고 유창하게 구사하는 화자들은 대체로 나이가 60살 이상이다. 화자가 모두 80세 이상인 언어들도 많다. 세일리시어족 언어는 기본 로마자에 없는 자음과 모음이 많기 때문에 이를 표시하기 위해 아메리카 음성 기호로 표기하는 경우가 많다. 그러나 릴로엣어처럼 로마자를 사용하는 언어들도 있다.

## 분류

### 누할크어
1. 누할크어 (벨라쿨라어)

### 해안세일리시어파
A. 중앙해안세일리시어파 (중앙세일리시어파)
2. 코목스어
3. 할코멜렘어
4. 루슈치드어
5. 눅색어
6. 펀틀라치어
7. 시셸트어
8. 스쿼미시어
i. 해협세일리시어군
9. 클랠럼어
10. 북부해협 세일리시어
11. 트와나어
B. 차모스어파 (올림픽어파) (†)
i. 내륙차모스어군
12. 카울리츠어 (†)
13. 상류 셔헤일리스어 (†)
ii. 해양차모스어군
14. 하류 셔헤일리스어 (†)
15. 퀴놀트어 (†)
C. 틸라묵어 (†)
16. 틸라묵어 (†)

### 내륙세일리시어파
A. 북부내륙세일리시어군
17. 슈슈왑어
18. 릴로엣어
19. 톰슨강 세일리시어 (톰슨어)
B. 남부내륙세일리시어군
20. 커덜레인어
21. 컬럼비아모지스어
22. 콜빌오캐너건어
23. 몬태나 세일리시어

## 다른 어족과의 관계
다른 어족과의 관계는 입증된 바 없다.
에드워드 사피어는 세일리시어족이 와카시어족 및 치마쿰어족과 함께 가상의 모산어족을 이룰 수도 있다고 제안했다. 이 가설은 사실상 사피어의 명성 때문에 남아 있을 뿐, 증거가 거의 없으므로 이 어족을 재구하려는 시도는 없었다.
세일리시어족 언어들, 그 중에서도 특히 셔헤일리스어는 치누크 자곤에 수많은 어휘를 공급했다.

## 참고 문헌
- Beck, David. (2000). Grammatical Convergence and the Genesis of Diversity in the Northwest Coast Sprachbund. Anthropological Linguistics 42, 147–213.
- Boas, Franz, et al. (1917). Folk-Tales of Salishan and Sahaptin Tribes. Memoirs of the American Folk-Lore Society, 11. Lancaster, Pa: American Folk-Lore Society.
- Czaykowska-Higgins, Ewa; & Kinkade, M. Dale (Eds.). (1997). Salish Languages and Linguistics: Theoretical and Descriptive Perspectives. Berlin: Mouton de Gruyter. ISBN 3-11-015492-7.
- Davis, Henry. (2005). On the Syntax and Semantics of Negation in Salish. International Journal of American Linguistics 71.1, January 2005.
- Davis, Henry. and Matthewson, Lisa. (2009). Issues in Salish Syntax and Semantics. Language and Linguistics Compass, 3: 1097–1166. Online.
- Flathead Culture Committee. (1981). Common Names of the Flathead Language. St. Ignatius, Mont: The Committee.
- Jorgensen, Joseph G. (1969). Salish Language and Culture. 3. Bloomington, Indiana: Indiana University Publications.
- Kiyosawa, Kaoru; Donna B. Gerdts. (2010). Salish Applicatives. Leiden, Netherlands: Koninklijke Brill NV.
- Kroeber, Paul D. (1999). The Salish Language Family: Reconstructing Syntax. Lincoln: University of Nebraska Press in cooperation with the American Indian Studies Research Institute, Indiana University, Bloomington.
- Kuipers, Aert H. (2002). Salish Etymological Dictionary. Missoula, MT: Linguistics Laboratory, University of Montana. ISBN 1-879763-16-8
- Liedtke, Stefan. (1995). Wakashan, Salishan and Penutian and Wider Connections Cognate Sets. Linguistic Data on Diskette Series, no. 09. Munchen: Lincom Europa.
- Pilling, James Constantine. (1893). Bibliography of the Salishan Languages. Washington: G.P.O.
- Pilling, James Constantine (2007). Bibliography of the Salishan Languages. Reprint by Gardners Books. ISBN 978-1-4304-6927-8
- Silver, Shirley; Wick R. Miller. (1997). American Indian languages: Cultural and Social Contexts. Tucson: University of Arizona Press.
- Hamill, Chad (2012). 《Songs of power and prayer in the Columbia Plateau: the Jesuit, the medicine man, and the Indian hymn singer》. Corvallis: Oregon State University Press. ISBN 978-0-87071-675-1. 2015년 9월 25일에 원본 문서에서 보존된 문서. Salishan language hymns.
- Thompson, Laurence C. (1973). The Northwest. In T. A. Sebeok (Ed.), Linguistics in North America (pp. 979–1045). Current Trends in Linguistics (Vol. 10). The Hague: Mouton.
- Thompson, Laurence C. (1979). Salishan and the Northwest. In L. Campbell & M. Mithun (Eds.), The Languages of Native America: Historical and Comparative Assessment (pp. 692–765). Austin: University of Texas Press.